# Mémorial de la Résistance (Chasseneuil-sur-Bonnieure)

Mémorial de la Résistance in Chasseneuil

Das Mémorial de la Résistance (deutsch: „Résistance-Gedenkstätte“) ist eine Gedenkstätte und zugleich Nationalfriedhof in der französischen Gemeinde Chasseneuil-sur-Bonnieure im Département Charente. Es wurde nach dem Ende des Zweiten Weltkrieges in Gedenken an die mehr als eintausend gefallenen Résistance-Kämpfer aus den Departements Charente und Charente-Maritime errichtet.

## Geschichte
Chasseneuil-sur-Bonnieure war ein wichtiges Zentrum für die Résistance-Gruppe Maquis de Bir Hacheim. André Chabanne und Guy Pascaud, zwei überlebende Offiziere und Mitglieder dieser Gruppe, hatten nach der Befreiung von Charente die Idee, ein Denkmal zu Ehren für die Résistance zu errichten. Es sollte an die gefallenen Freiwilligen erinnern, die „für die Freiheit und Größe des Vaterlandes“ starben und insbesondere an die 170 bekannten und anonymen Maquisards, die deportiert oder im Kampf getötet wurden.

## Beschreibung
Die Gedenkstätte befindet sich auf einem kleinen bewaldeten Hügel westlich von Chasseneuil und ist terrassenförmig angelegt. Sechzig Treppenstufen führen zu einem zentralen Denkmal, das 21 Meter hoch ist und eine symbolische Vereinigung von einem „V“ (für Victoire) mit einem Lothringer Kreuz darstellt.
Das Denkmal ist ein Werk des Charenter Architekten und ehemaligen Résistancekämpfers François Poncelet. Für den Bau wurden sechzig deutsche Gefangene als Arbeitskräfte eingesetzt. Es ist als „Buch aus Stein“ konzipiert, die Flachreliefs stammen von den drei Bildhauern Georges Guiraud (1900–1989), Raoul Lamourdedieu (1877–1953) und Émile Peyronnet (1872–1956): auf der linken und rechten Seite sind jeweils die zivile und militärische Résistance dargestellt, auf dem Lothringer Kreuz die Todesopfer, Märtyrer und Deportierten. In einer Krypta ruhen die sterblichen Überreste von 30 Widerstandskämpfern, darunter diejenigen von Claude Bonnier und André Chabanne. Auf dem oberen Teil der Eingangstür stehen die Worte Français, ne les oubliez pas („Franzosen, vergesst sie nicht“).
Finanziert wurde das Denkmal von Privatspenden, dem Verkauf von Postkarten (bei dem 8,5 Millionen Francs zusammenkamen), von der Nationalversammlung am 10. August 1950 bewilligte Fördermittel in Höhe von 5 Millionen Francs sowie einem Fondsüberschuss, der auf eine „Befreiungsanleihe“ (Emprunt de la Libération) aus dem Jahr 1944 zurückging.
Das Mémorial ist von einem zwei Hektar großen Friedhof umgeben, der 2255 Gräber von Soldaten und Widerstandskämpfern des Zweiten Weltkrieges enthält. Einige der Gefallenen gehörten zum Maquis de Bir Hacheim und starben bei den Gefechten um La Rochelle, Rochefort und Royan.

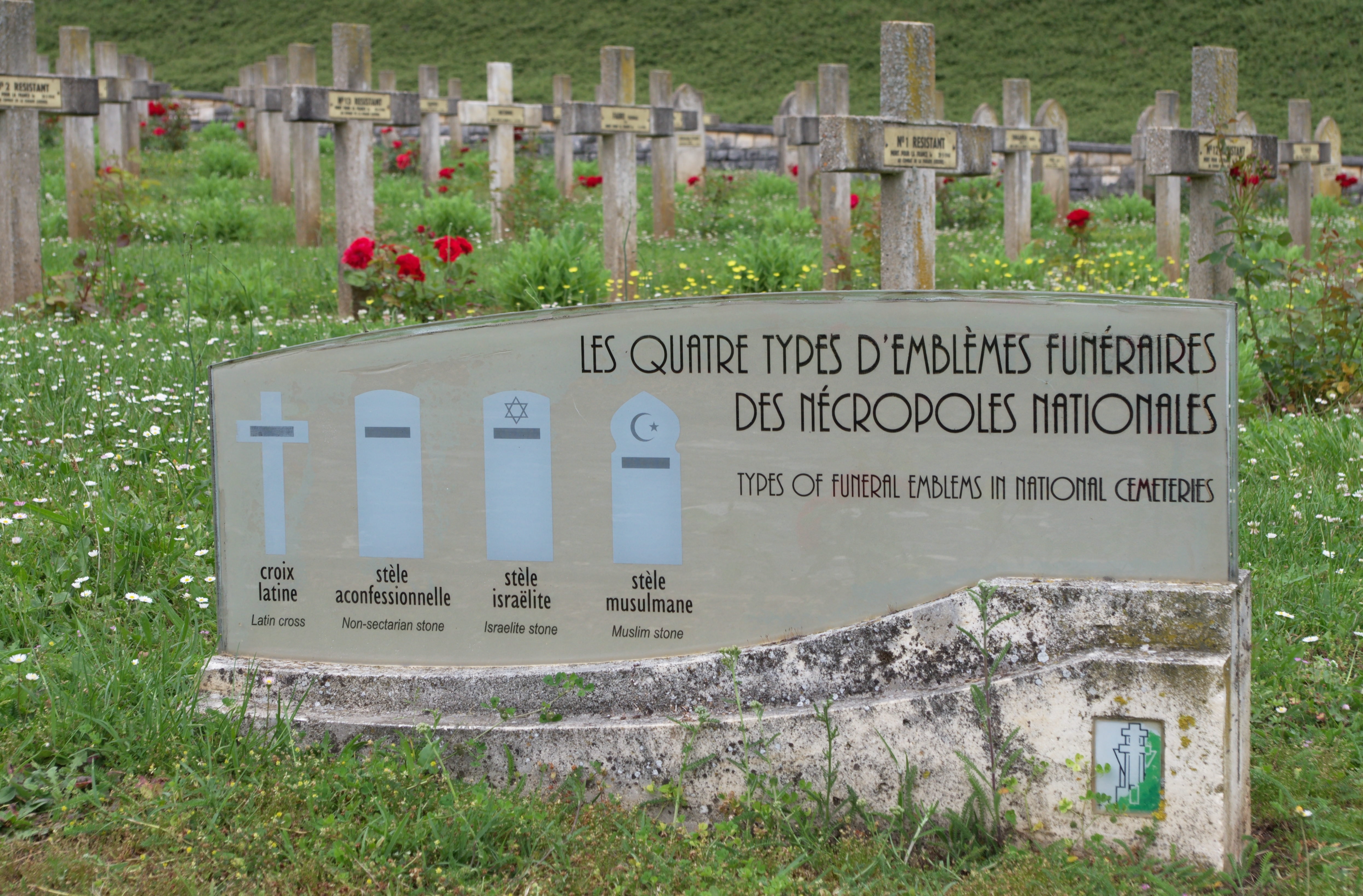
Verschiedene Grabsteintypen für unterschiedliche Religionen
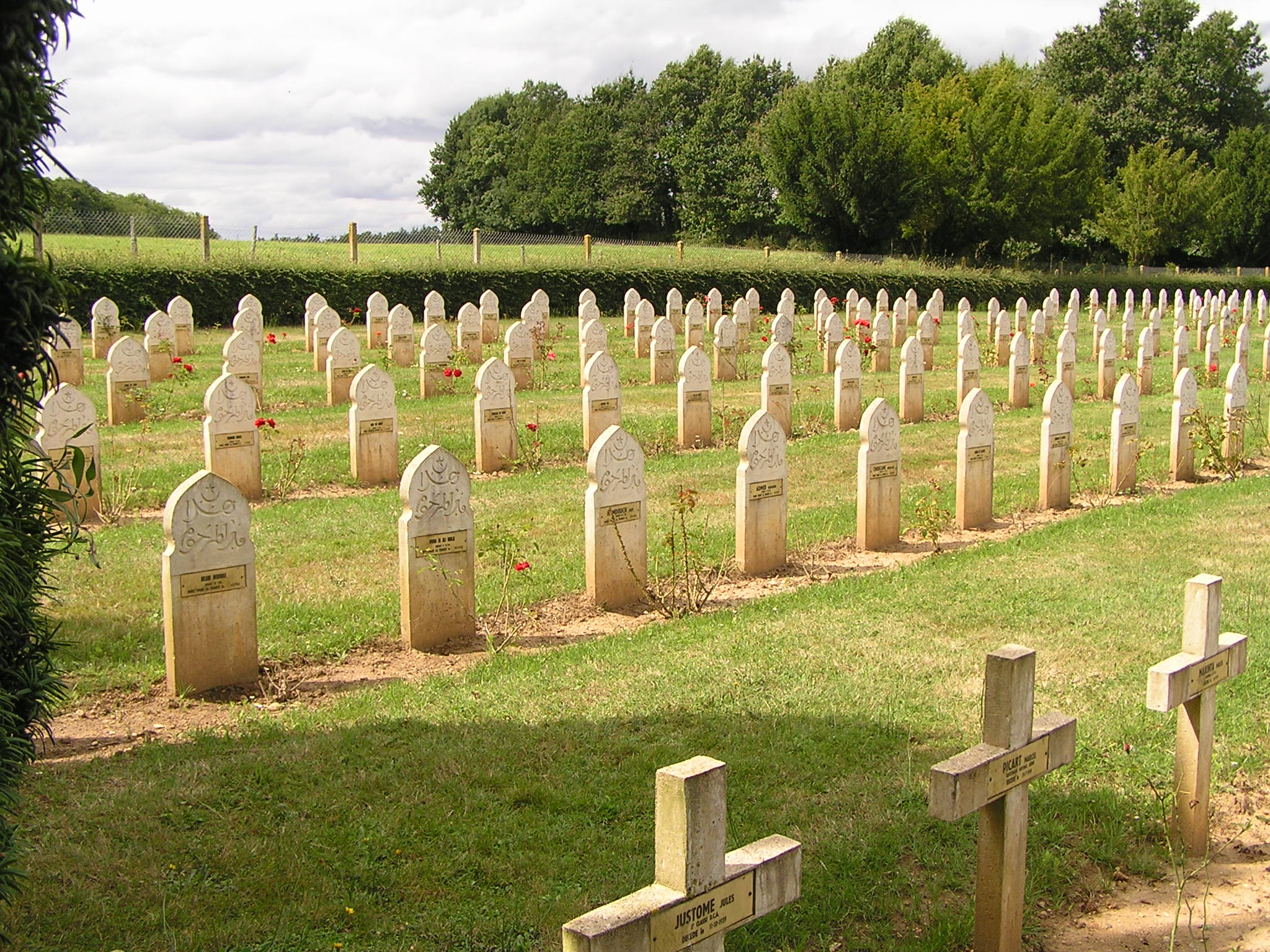
Islamische Grabsteine
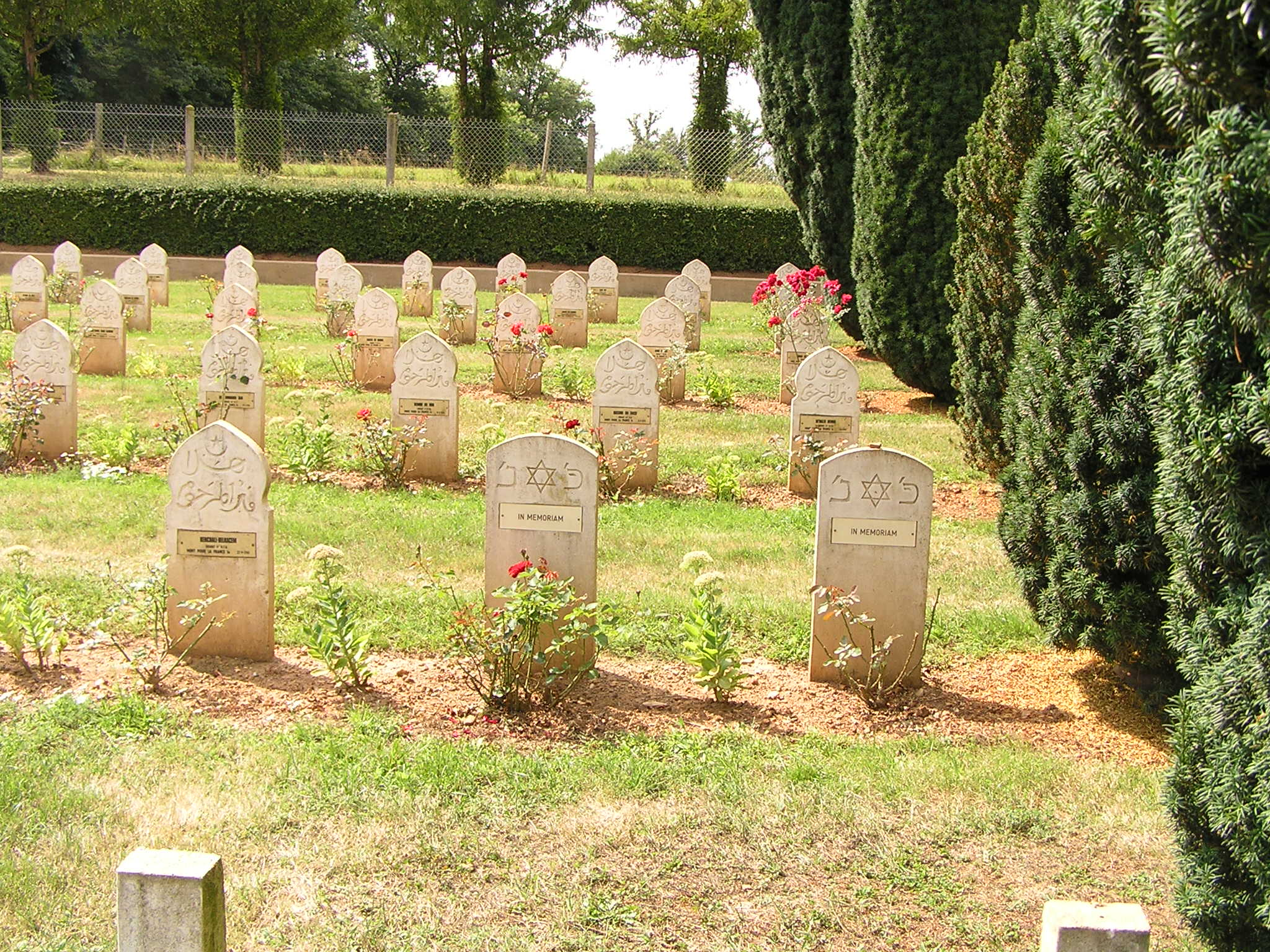
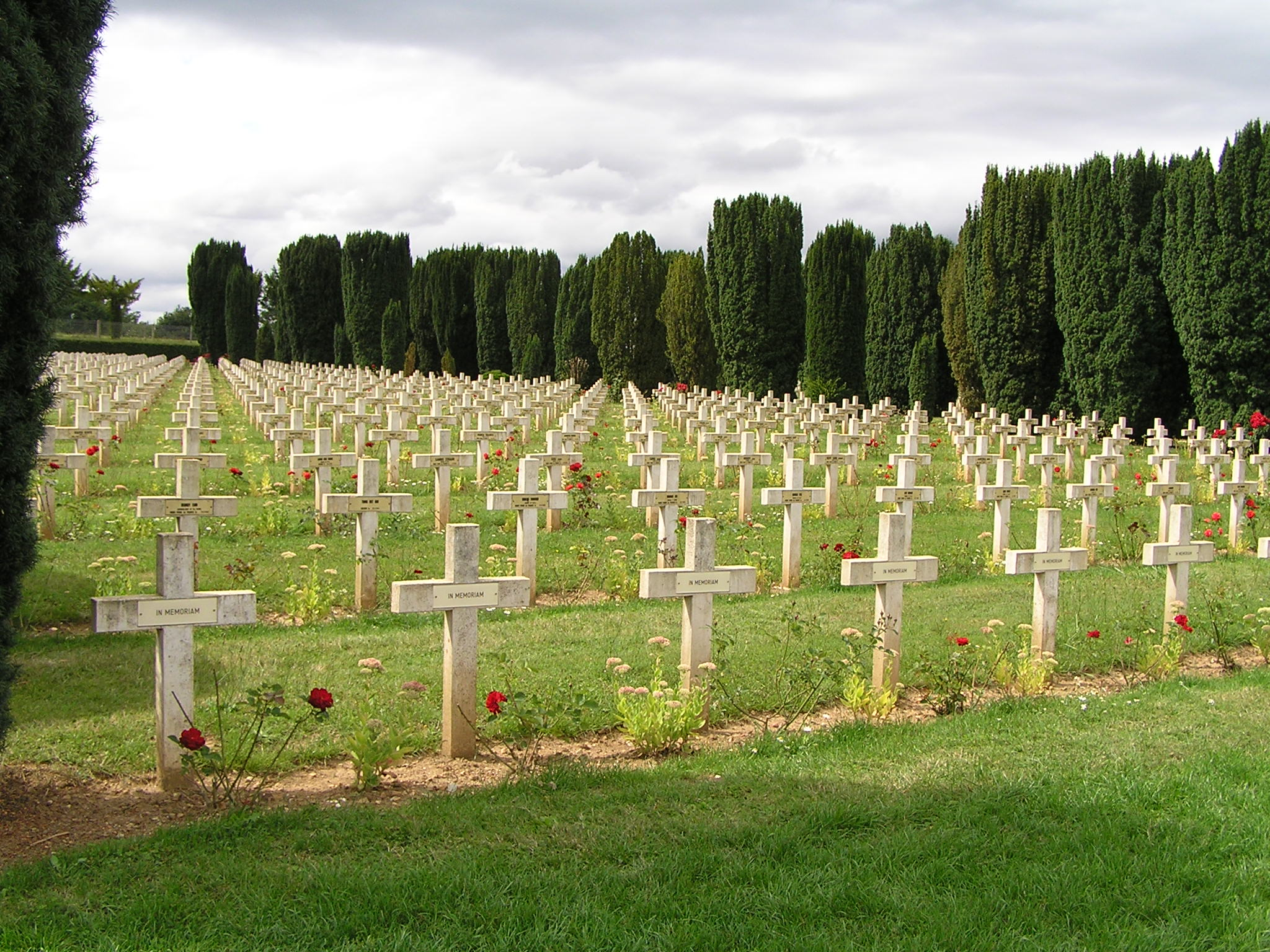
Christliche Grabsteine

## Zeremonien
- 21. Oktober 1951: Einweihung durch den französischen Präsidenten Vincent Auriol („Gehuldigt seien die Namen der Nation, all diejenigen, die gekämpft, widerstanden haben, all diejenigen die zum Opfer fielen.“).
- 12. Juni 1963: Besuch des Präsidenten Charles de Gaulle in Begleitung des Innenministers Roger Frey und des Informationsministers Alain Peyrefitte.
- 1968: Nachträgliche Beisetzung von 726 für Frankreich gefallene Soldaten im hinteren Teil des Mémorial.
- 7. März 1970: Besuch des Ministers Henri Duvillard im Beisein von Hélène Nebout (genannt Chef Luc) vom Maquis de Bir Hacheim.
- 31. August 1984: Einweihung der Route Claude Bonnier durch Jacques Chaban-Delmas.
- 21. Oktober 2001: Gedenken an den 50. Jahrestag zur Einweihung der Gedenkstätte.